# Instaurace
Pojem instaurace označuje opětovné zavedení určité instituce, zejména království některé dynastie.
V protikladu k restauraci se však jedná o instituci, která již není zcela obvyklá nebo již neměla svůj někdejší respekt.
Příkladem instaurace bylo zvovuzavedení království ve Španělsku v roce 1947 (vyhlášení monarchie), resp. roku 1969 (ustanovení Juana Carlose I. za nástupce generála Franca v úřadě hlavy státu) a roku 1975 (intronizace Jana Karla I. po Frankově smrti) – alespoň podle Francova názoru, vycházejícího z pohledu na tento postup, nahlížet jako na instauraci, neboť podle jeho představ neměla být prostě znovu zavedena monarchie starého střihu, nýbrž nová instituce, jež se měla řídit principy franquistického státu.[rozpor]